# Leon Lachnit
Leon Józef Lachnit, ps, „Kulski” (ur. 27 czerwca 1887 w Stróżach, zm. 2 kwietnia 1941 w Sachsenhausen) – polski nauczyciel, działacz niepodległościowy, społeczny i samorządowy, uczestnik I wojny światowej.

## Życiorys
Syn Teretura (?) i Józefy z Walentowskich. Do szkoły średniej uczęszczał w Tarnowie. W 1914 ukończył Państwowe Seminarium Nauczycielskie. W czasie nauki był członkiem Polskiej Młodzieży Demokratycznej. W marcu 1913, razem z Aleksandrem Narbut-Łuczyńskim (komendantem okręgu krakowskiego), Władysławem Langnerem (uczniem gimnazjum) i Tadeuszem Machalskim (nauczycielem), wziął udział w spotkaniu założycielskim XIV. Polskiej Drużyny Strzeleckiej w Tarnowie. W zarządzie tej drużyny pełnił funkcję skarbnika.
W 1914 został wcielony do Pułku Piechoty Obrony Krajowej nr 17 w Rzeszowie. W jego szeregach wziął udział w I wojnie światowej. Walczył na froncie rosyjskim. Po zakończeniu wojny wstąpił ochotniczo do Wojska Polskiego i pełnił w nim służbę do 1919.
Zdemobilizowany pracował jako nauczyciel w powiecie mieleckim, kolejno w Ujściu, Borkach Nizińskich i od 1921 w szkołach w Mielcu, w tym w Szkole Żeńskiej im. Marii Konopnickiej. Od 1922 jako aktywny organizator pełnił różne funkcje: sekretarza Ogniska Związku Nauczycielstwa Polskiego, sekretarza Towarzystwa Szkoły Ludowej i w Towarzystwie Gimnastycznym „Sokół”, Ochotniczej Straży Pożarnej i Kole Przyjaciół Akademika, opiekował się drużyną harcerską im. ks. Józefa Poniatowskiego, był sekretarzem Polskiego Czerwonego Krzyża i Federacji Polskich Związków Obrońców Ojczyzny. W 1927 został wybrany radnym miasta Mielca. W tym samym roku współorganizował w Mielcu Oddział Związku Strzeleckiego, pełnił w nim różne funkcje kierownicze. W 1936 był czynnym oficerem Związku Strzeleckiego w stopniu kompanijnego.
W czasie okupacji niemieckiej w maju 1940 został aresztowany. Z więzienia w Tarnowie w kwietniu tego samego roku został wysłany do obozu koncentracyjnego w Sachsenhausen. Tamże został rozstrzelany 2 kwietnia 1941. Jego prochy zostały sprowadzone do Polski 26 października 1947 i pochowane na cmentarzu parafialnym w Mielcu.
28 marca 1973 roku dla upamiętnienia Leona Lachnita jednej z ulic w Mielcu nadano nazwę Lachnita.

## Życie prywatne
Był żonaty z Marią Chmielowską. Mieli troje dzieci: Wiesław Jan (ur. 1922), Maria (ur. 1925) i Tytus (ur. 1927), Wiesław Jan Lachnit ps. „Kulski” członek ZWZ AK, podczas nieudanej akcji uwolnienia z więzienia cichociemnego Stanisława Sołtysa został ranny i pojmany, zmarł w celi Gestapo w Rzeszowie , córka – Lachnit Ewa ps. „Marysia”, łączniczka ZWZ AK, od 1945 członek WiN, za działalność w WiN została skazana przez sąd PRL, spędziła 5 lat w więzieniu , syn – Tytus, zawodnik klubu sportowego Stal Mielec (1945–1950), wieloletni działacz PZPR, sekretarz Komitetu Uczelnianego PZPR Wyższej Szkoły Ekonomicznej w Krakowie (1957), I sekretarz Komitetu Dzielnicowego Zwierzyniec w Krakowie (1958–1959), Kierownik Wydziału Ekonomicznego Komitetu Wojewódzkiego PZPR w Krakowie (1964–1968) .

## Ordery i odznaczenia
- Krzyż Niepodległości – 19 czerwca 1938 „za pracę w dziele odzyskania niepodległości”[10][1][11]